# Galway Hooker

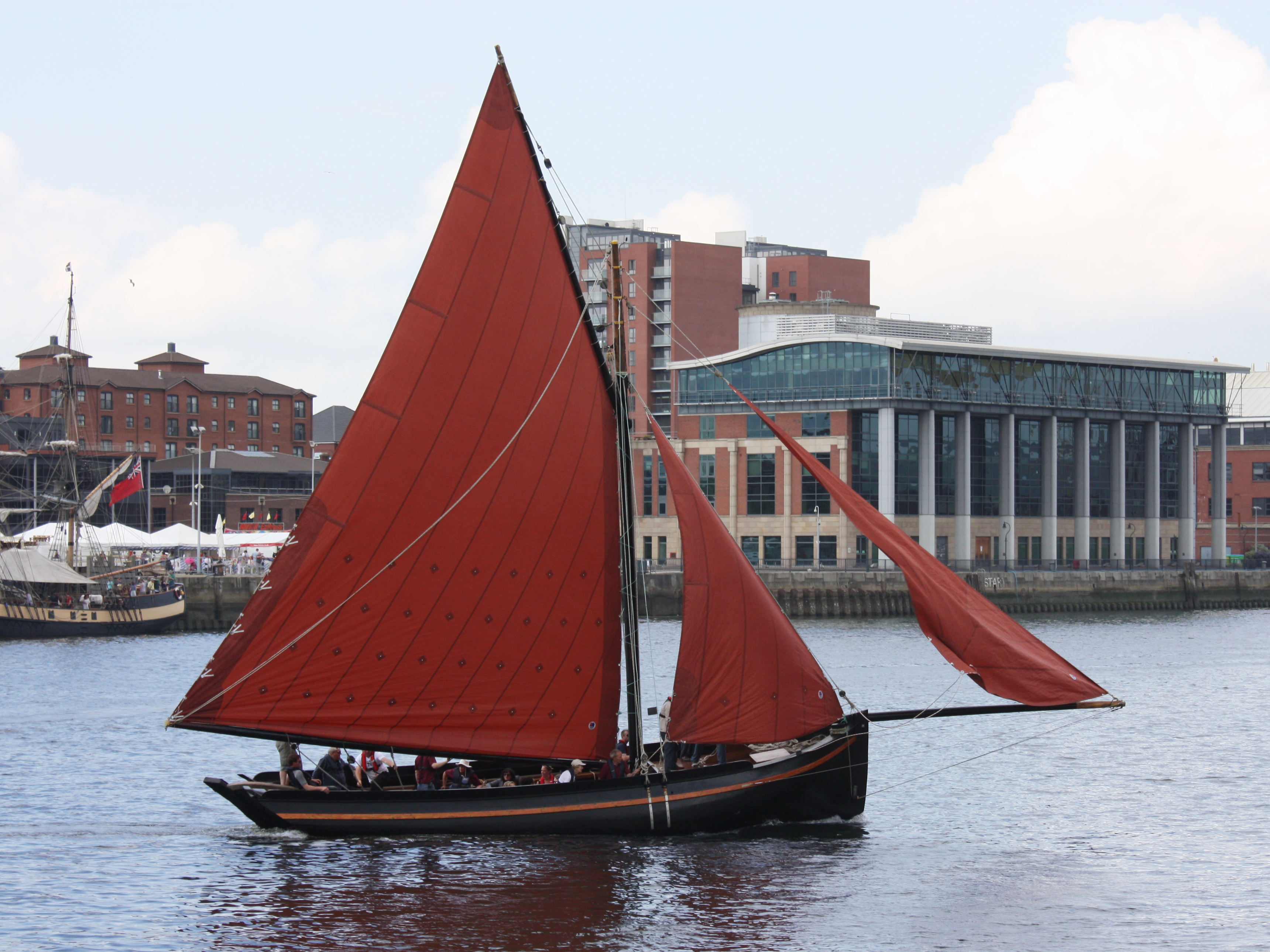
Galway hooker vor Belfast

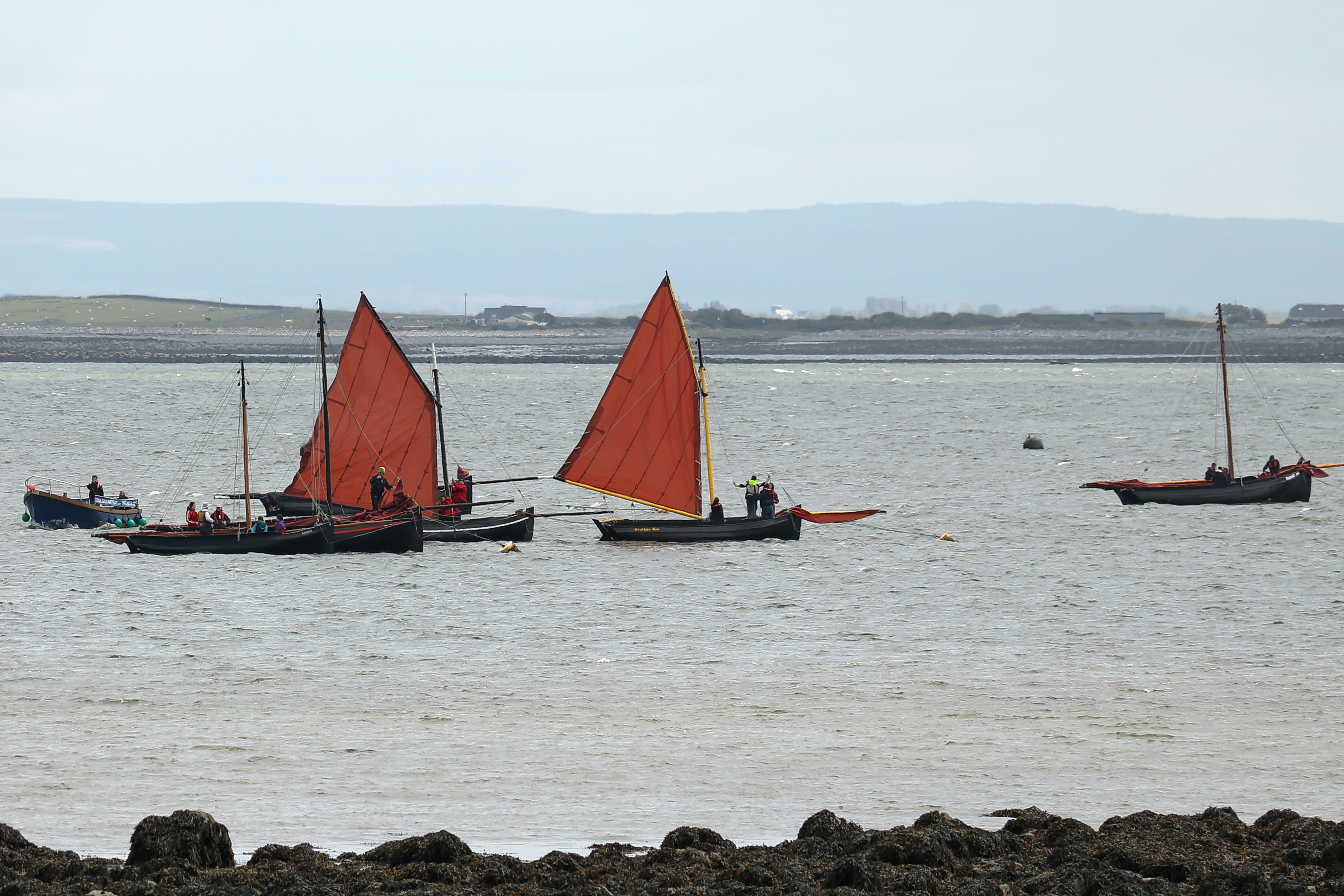
Galway hooker

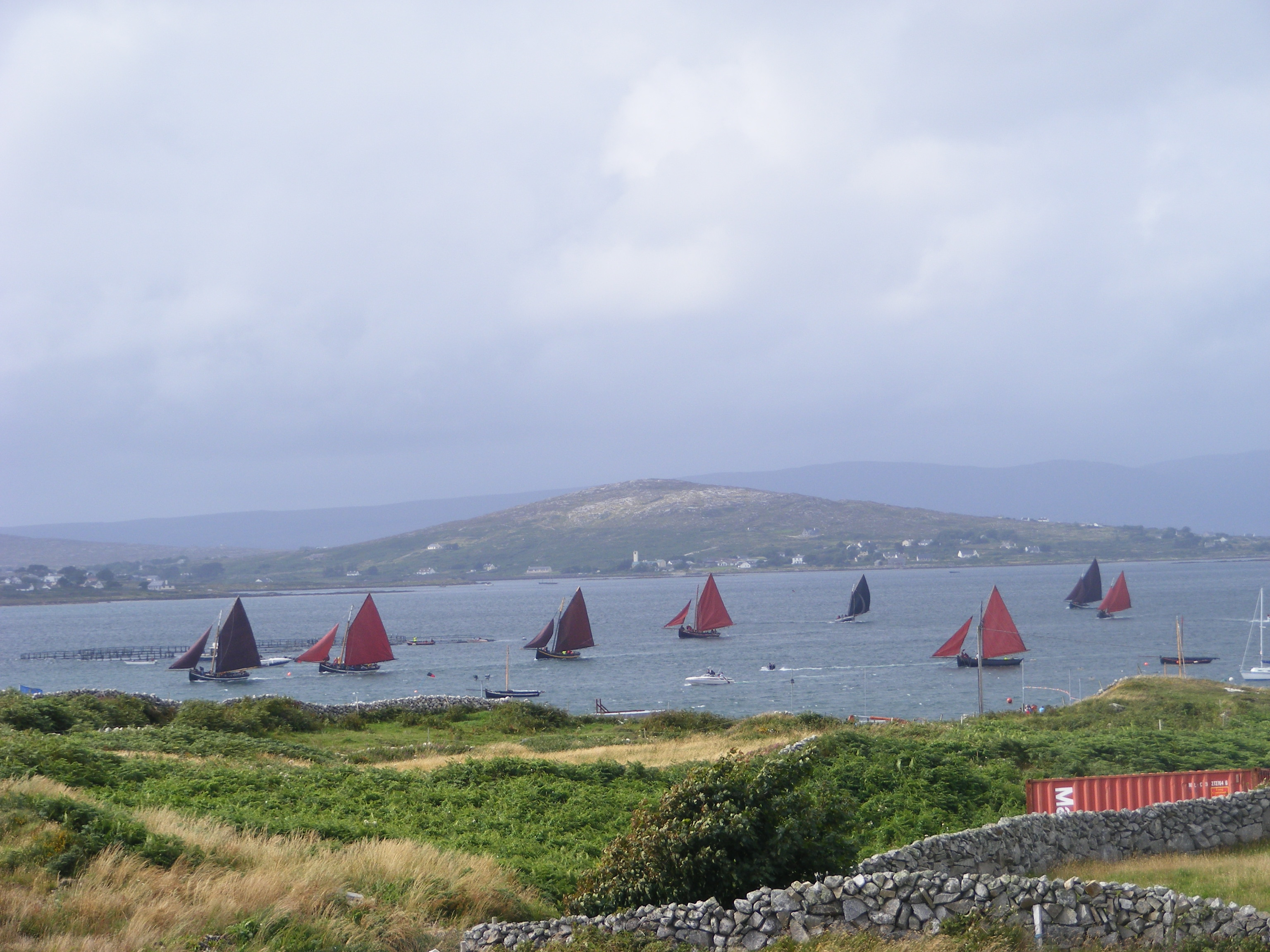
Regatta vor Carrowroe

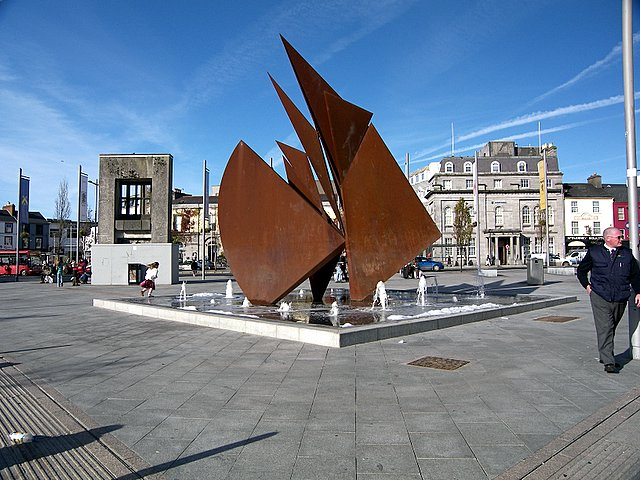
Hooker – Skulptur von Éamonn O’Doherty (1939–2011) auf dem Eyre Square

Der Galway Hooker (irisch Húicéir na Gaillimhe) oder auch Connemara Hooker ist ein traditioneller Segelschiffstyp, der in der Galway Bay an der Westküste Irlands benutzt wird. Er wurde für die lokalen Verhältnisse entwickelt und ist durch seine besondere Segelanordnung gekennzeichnet. Sie besteht aus dem Mast mit einem Hauptsegel und zwei Vorsegeln. Traditionsgemäß ist das Boot schwarz und die Segel sind in einem braunen Ton gehalten aber auch andere Farben, wie rot oder weiß sind gebräuchlich. Eine eiserne Skulptur des Hooker steht auf dem Eyre Square dem Hauptplatz der Stadt Galway.
Beim jährlichen Festival von Cruinniú na mBád wird eine Regatta durch die Galway Bay, von Connemara nach Kinvara gesegelt. Andere Regatten werden vor Roundstone und Carrowroe gefahren. Dadurch ist das Interesse am Galway Hooker neu erwacht.

## Varianten
Den Hooker gibt es in vier Bootsklassen.
- Das Bád Mór (großes Boot) hat eine Länge von 10,70 bis 13,50 Meter.
- Das Leathbhád (halbes Boot) ist nur ungefähr 10 Meter lang. Es wurde benutzt, um Torf (als Heizmaterial) auf die Aran Islands und in den Burren zu transportieren. Die Boote brachten auf den Rückreisen häufig Kalkstein mit, um die sauren Erden von Connemara und Mayo zu neutralisieren.
- Das Gleoiteog  hat eine Länge von 7,5 bis 9 Meter und hat die gleiche Takelung wie die größeren Boote. Es wurde zum Fischen und für den Lastentransport benutzt.
- Das Púcán ist ähnlich groß wie das Gleoiteog hat aber nur ein Vorsegel.

## Ursprung
Die Boote sind seit mindestens 200 Jahren gebräuchlich, ihr Ursprung ist allerdings unklar. Connemara hatte viele Bootswerften und wahrscheinlich sind diese Boote dort entwickelt worden; es werden aber auch Verbindungen zu holländischen Bootsbauern diskutiert. Sie sind in der Lage im Flachwasser zu segeln und waren damit für die Inselwelt im Süden von Connemara ideal.